# 마시밀리아노 알레그리
마시밀리아노 "막스" 알레그리(이탈리아어: Massimiliano "Max" Allegri, 1967년 8월 11일 ~ )는 이탈리아의 축구인으로, 현재 세리에 A 밀란의 감독이다.

## 수상

### 선수

#### 리보르노 칼초
- 코파 이탈리아 세리에 C : 1986-87

#### 알리아네세
- 세리에 D : 2001-02

### 감독

#### 사수올로 칼초
- 세리에 C1 : 2007–08

#### AC 밀란
- 세리에 A : 2010-11
- 수페르코파 이탈리아나 : 2011

#### 유벤투스
- 세리에 A : 2014-15, 2015-16, 2016-17, 2017-18, 2018-19
- 코파 이탈리아[1] : 2014-15, 2015-16, 2016-17, 2017-18, 2023-24
- 수페르코파 이탈리아나 : 2015, 2018
- UEFA 챔피언스리그 준우승 : 2014-15, 2016-17

### 개인
- FIFA 올해의 감독 : 3위 (2017)
- 세리에 A 올해의 감독 : 2011, 2015, 2016, 2018
- 세리에 A 이 달의 감독 : 22년 11월, 23년 11월
- 판키나도르 : 2008-09, 2014-15, 2016-17, 2017-18
- 판키나도르 프리마 디비시오네 : 2007-08
- 가제타 올해의 감독 : 2018
- 엔초 베아르초트 상 : 2015
- 이탈리아 축구 명예의 전당 : 2018
- IFFHS 올해의 감독 : 2위 (2017), 3위 (2015)

1. ↑  최다 우승 감독